# Duke of York (Schiff, 1935)
Die Duke of York wurde 1935 von Harland & Wolff für die London, Midland and Scottish Railway als Passagierschiff gebaut.
Im Zweiten Weltkrieg wurde das Schiff für militärische Zwecke umgebaut. Nach Beendigung des militärischen Einsatzes wurde das Schiff mit geringfügigen Modifikationen für eine zivile Nutzung zurückgebaut. Es wurde unter anderem einer der vormals zwei Schornsteine des Dampfers abgetragen.
Ende der 1940er wurde das Schiff an die British Railways verkauft. Im Mai 1953 kollidierte das Schiff mit dem amerikanischen Frachter Haiti Victory in dichtem Nebel. Das Schiff wurde instand gesetzt und noch ein weiteres Jahrzehnt genutzt, bis es 1964 an die Chandris Lines Shipping Company verkauft wurde. Diese stellten das Schiff als Fantasia in Dienst.